# 34666 Bohyunsan
34666 Bohyunsan è un asteroide della fascia principale. Scoperto nel 2000, presenta un'orbita caratterizzata da un semiasse maggiore pari a 3,1847661 UA e da un'eccentricità di 0,1374916, inclinata di 0,51120° rispetto all'eclittica.